# Ableger (Medien)
Ein Ableger (englisch spin-off, spinoff) ist im Bereich der Massenmedien und Unterhaltungsindustrie ein Produkt, das aus einem anderen fiktiven Werk „ausgelagert“ wurde. Dies ist bei Fernsehserien der Fall, bei denen beliebte Nebenfiguren zu Hauptfiguren in neuen Serien gemacht werden.

## Merkmale
Das erste Beispiel für einen derartigen Ableger einer Fernsehserie war 1960 The Andy Griffith Show, ein Ableger der Danny Thomas Show (auch bekannt als Make room for Daddy), die auch noch vier weitere Ableger nach sich zog. Sehr verbreitet sind Ableger auch bei Comicserien.
Oft wird bei Ablegern von Fernsehserien der Handlungsstrang einer oder mehrerer Figuren, die schon aus der Ursprungsserie bekannt sind, in einer eigenen Serie weitergeführt. Meist verlassen die Figuren zu diesem Zweck die Originalserie. Wegen dieser logischen Überschneidung handeln die Ursprungsserie und die neue Serie im selben Serienuniversum. Ein klassischer Fall ist Das Imperium – Die Colbys, das direkt aus Der Denver-Clan heraus entwickelt wurde.
Bei Fernsehserien kann es auch vorkommen, dass die ursprüngliche Serie bereits eingestellt ist und erst danach eine Nachfolgeserie produziert wird, um an den Erfolg der Ursprungsserie anzuknüpfen. Ein Beispiel hierfür ist Joey, ein Ableger der Sitcom Friends, in dem der Handlungsstrang rund um die Figur Joey Tribbiani weitergeführt wird.

## Spezielle Formen

### Franchise
Bisweilen wird das Prinzip des Ablegers auch nur indirekt gehandhabt, wenn zwar von Konzeption und Inhalt an ein bestehendes Werk angeknüpft wird, jedoch keine Originalschauspieler zum Einsatz kommen oder auch im Titel der neuen Serie nicht direkt auf das Ursprungswerk Bezug genommen wird. Oft wird der Ableger dann nicht über einen eigenständigen Pilotfilm, sondern mittels eines so genannten Backdoor-Pilots (deutsch etwa: Hintertür-Serienstart) begonnen. So kann eine Serie zu einer ganzen Serien- und Film-Familie ausgebaut werden. Diese Form wird im Englischen auch als „Franchise“ bezeichnet. Auch eine Nachfolgeserie kann ein Franchise begründen. Beispiele für Franchises, bei denen zwar der Originaltitel beibehalten wurde, die Schauspieler jedoch nicht übernommen wurden, sind die zahlreichen Serien und Filme der Star-Trek-Reihe oder neuerdings CSI: Miami und CSI: NY, beide von CSI: Vegas. Die erfolgreiche Top Model Series America’s Next Top Model hat viele Ableger und wurde von Tyra Banks erfunden. Die Deutsche Version heißt Germany’s Next Topmodel und wird von Heidi Klum moderiert.

### Nachfolgeserie
Eine weitere Spezialform des Ablegers ist die Nachfolgeserie. In diesem Fall wird nach der Einstellung der ursprünglichen Serie eine weitere, im selben Serienuniversum angesiedelte gestartet. Dabei können Neben- oder Hauptfiguren der Ursprungsserie wieder zum Ensemble der Serie zählen, es können aber auch ausschließlich völlig neue Charaktere als Protagonisten verwendet werden, wobei wesentliche Elemente der Originalserie übernommen werden.
Ein Beispiel für Letzteres ist die Knight-Rider-Nachfolgeserie Team Knight Rider, in der weder Michael Knight noch K.I.T.T. (abgesehen von einigen Referenzen) auftauchen. Stattdessen arbeitet ein neues Team privater Gesetzesschützer mit neuen „Superautos“ für Michael Knights ehemaligen Arbeitgeber, die „Foundation für Recht und Verfassung“.
Ein Beispiel einer Nachfolgeserie, in der wieder Hauptdarsteller der Originalserie in den Hauptrollen zu sehen sind, ist die Golden Girls-Nachfolgeserie Golden Palace, in der mit Sophia, Rose und Blanche wieder drei der vier Hauptdarstellerinnen der Originalserie in den Hauptrollen zu sehen sind.
Die Abgrenzung von Nachfolgerserien zu „normalen“ Ablegern ist bisweilen schwierig und nicht immer einwandfrei möglich. Als Beispiel sei hier Joey genannt, in der die Erlebnisse des Friends-Charakters Joey Tribbiani nach den Geschehnissen der letzten Friends-Staffel geschildert werden. Da die Serie erst nach der Einstellung von Friends produziert wurde, kann sie auch als Nachfolgeserie betrachtet werden. Da jedoch abgesehen vom Hauptcharakter Joey nichts (keine weiteren Charaktere, nicht der Handlungsort (Los Angeles statt New York) und auch keine wesentlichen Stilelemente) von Friends übernommen wurde, kann die Serie auch als normaler Ableger eingestuft werden.
Es kann auch eine Nachfolgeserie aus zwei vorherigen Serien geben. Ein aktuelles Beispiel ist die Nickelodeon-Serie Sam & Cat. Diese Serie ist ein Ableger von iCarly und Victorious. Aus den beiden Serien wurde jeweils eine Figur dafür übernommen. Aus iCarly wurde Sam Pucket (Jennette McCurdy) und aus Victorious Cat Valentine (Ariana Grande) genommen. Die beiden werden Freundinnen und gründen ein Babysitter-Unternehmen.

## Beispiele für Ableger
Das Ablegerprinzip findet sich, da es bei gegebener Beliebtheit des jeweiligen Originals hohe Verkaufszahlen verspricht, in allen möglichen Branchen der Unterhaltungsindustrie wieder.

### Fernsehserien

#### Deutschland/Österreich
- Schimanski ist ein Ableger von Tatort
- Solo für Sudmann ist ein Ableger von SOKO 5113
- Stockinger ist ein Ableger von Kommissar Rex
- Trautmann ist ein Ableger von Kaisermühlen Blues
- Hotel Elfie ist ein Ableger von girl friends – Freundschaft mit Herz
- Stadt, Land, Mord! ist ein Ableger von Der Bulle von Tölz
- Köln 50667 ist ein Ableger von Berlin – Tag & Nacht

#### International
- Baywatch Nights ist ein Ableger von Baywatch – Die Rettungsschwimmer von Malibu
- Boston Legal ist ein Ableger von Practice – Die Anwälte
- College Fieber ist ein Ableger von Die Bill Cosby Show
- CSI: Miami und CSI: NY sind Ableger von CSI: Vegas
- Navy CIS ist ein Ableger von JAG – Im Auftrag der Ehre; Navy CIS: L.A., Navy CIS: New Orleans und Navy CIS: Hawaiʻi sind wiederum Ableger von Navy CIS
- Frasier ist ein Ableger von Cheers
- Law & Order Paris, Law & Order: UK, Law & Order: Special Victims Unit und Criminal Intent – Verbrechen im Visier sind Ableger von Law & Order
- Private Practice und Station 19 sind Ableger von Grey’s Anatomy
- The Sarah-Jane Adventures und Torchwood sind Ableger von Doctor Who
- Star Trek: Deep Space Nine und Star Trek: Raumschiff Voyager sind Ableger der Serie Raumschiff Enterprise: Das nächste Jahrhundert
- Trapper John, M.D. ist ein Ableger von M*A*S*H
- Unter der Sonne Kaliforniens ist ein Ableger von Dallas

### Kinofilme
- Die Ewoks – Karawane der Tapferen ist ein Ableger von Die Rückkehr der Jedi-Ritter
- The Scorpion King ist ein Ableger von Die Mumie kehrt zurück
- Minions ist ein Ableger von Ich einfach unverbesserlich und Ich – Einfach unverbesserlich 2

### Romanreihen
- Mission Mars ist ein Ableger von Maddrax
- Atlan ist ein Ableger von Perry Rhodan
- Operation Rainbow und Im Auge des Tigers sind Ableger von Befehl von oben

### Hörspiele
- Bibi und Tina ist ein Ableger von Bibi Blocksberg.

### Zeitschriften
- Sport Bild ist Ableger von BILD
- Geo Epoche ist Ableger von GEO
- Business Spotlight ist Ableger von Spotlight